# Попеску Ліліан Михайлович
Ліліан Михайлович Попеску (рум. Lilian Popescu 15 листопада 1973, Нові Фалешти, Молдавська РСР, СРСР) — молдовський футболіст і футбольний тренер.

## Ігрова кар'єра

### Клубна
Вихованець ДЮСШ міста Фалешти. Перший тренер Іван Кліпа. З 14-річного віку Ліліан Попеску грав за « Кристал» (Фалешти).
У 1992 році Ліліан Попеску виступав за «Конструкторул» (Кишинев) у першому Чемпіонаті з футболу незалежної Молдови. За клуб провів 47 матчів та забив 13 голів.
Потім грав за «Агро» та «Шериф». Провів близько 180 матчів (29 голів) за «Ністру» (Отч) у якому грав у 1993—1995, 1996—1998 та 1999—2006, залишив клуб через конфлікт. У 2006 році Ліліан Попеску пробував свої сили в казахському клубі « Екібастузець». Влітку 2006 року отримав запрошення від клубу « Олімпії» (Бєльці), в якому провів один сезон і завершив кар'єру.

### Міжнародна
Дебютував у збірній Молдови у березні 1998 року в матчі зі збірною Азербайджану під керівництвом Івана Данильянця. За збірну провів 6 матчів.

## Тренерська кар'єра
У 2006 році, виступаючи за клуб « Олімпія», головний тренер Михайло Дунець призначив Ліліана Попеску граючим тренером. У червні 2007 року Михайло Дунець вирішив продовжити свою кар'єру у Швеції, а Ліліан Попеску був призначений головним тренером команди.
З березня 2008 року Попеску увійшов до тренерського штабу « Ністру» (Атаки), а з середини року був головним тренером. Наприкінці 2012 року покинув клуб через розбіжності з приводу фінансування клубу, а вже в січні 2013 року був призначений головним тренером «Костулень» з однойменного села.
У березні 2014 року змінив на посаді головного тренера клубу « Веріс» відправленого у відставку Ігоря Добровольського, а в грудні очолив клуб «Тирасполь». Цього ж року був визнаний найкращим тренером чемпіонату Молдови.
У січні 2015 року Попеску посів 1256-те місце в рейтингу клубних тренерів на думку експертів видання Football Coach World Ranking . У травні цього ж року стало відомо, що футбольний клуб « Тірасполь» розформований, а всі контракти з гравцями та тренерським штабом розірвано. З 1 червня Ліліан очолив інший тираспольський клуб «Шериф», а 25 червня завоював свій перший трофей у тренерській кар'єрі — Суперкубок Молдови. 10 серпня, після поразки від « Сперанці» з рахунком 0:1 у матчі третього туру чемпіонату, Попеску оголосив про те, що піде з команди, але потім залишився. У жовтні 2015 року залишив посаду головного тренера футбольного клубу «Шериф». Після цього працював у селекційному відділі «Шерифа».
У 2017—2022 роках був головним тренером « Петрокуба».
Влітку 2022 року очолив кишинівський «Зімбру».

## Досягнення

### Гравця
- Срібний призер чемпіонату Молдови (3): 2001/02, 2003/04, 2004/05
- Бронзовий призер чемпіонату Молдови (1): 2002/03
- Кубок Молдови з футболу (2): 1999, 2005
- Фіналіст Кубка Молдови (5): 1994, 1997, 2001, 2002, 2003

### Тренера
Шериф
- Власник Суперкубку Молдови (1): 2015

### Особисті
- Найкращий тренер чемпіонату Молдови (1): 2014[17]